# قطعنامه ۷۱۱ شورای امنیت
قطعنامه ۷۱۱ شورای امنیت سازمان ملل متحد که در تاریخ ۱۲ سپتامبر ۱۹۹۱ تصویب شد، سندی بین‌المللی دربارهٔ پذیرش اعضای جدید سازمان ملل متحد: لتونی است. این قطعنامه طی نشست ۳۰۰۷ام تصویب شد.